# 歓喜光寺
歓喜光寺（かんきこうじ）は、京都府京都市山科区大宅にある時宗六条派本寺の寺院。山号は紫苔山。院号は河原院。本尊は阿弥陀如来。開山は聖戒。六条道場とも呼ばれる。

## 歴史
歓喜光寺の開山である聖戒は宗祖一遍の高弟で、一遍の諸国巡礼に随伴した僧であり、一遍の実弟ともいわれている。『弥阿上人行状』等によると（「弥阿上人」は聖戒のこと）、歓喜光寺は正応4年（1291年）、綴喜郡八幡（現・京都府八幡市）に善導寺として創建されたという。石清水八幡宮に近いこの地が寺地として選ばれたのは、八幡神の本地仏を阿弥陀如来とする信仰による。一遍が八幡神に帰依し、弘安9年（1286年）石清水八幡宮に参詣したことは『一遍上人絵伝』巻九にも見える。
それから数年後の正安元年（1299年）、寺は関白九条忠教の庇護のもと、六条東洞院（現・京都市下京区）にある左大臣源融の旧跡（六条河原院）へ寺地を移すと共に、すでに長保5年（1003年）に菅原是善（菅原道真の父）の旧邸菅原院（現・京都市上京区堀松町）跡地からこの地に移転していた歓喜寺を合併し、鎮守社の天満宮（後の錦天満宮）もそのまま鎮守社とした。この際、寺号を歓喜光寺に改め、所在地から「六条道場」とも称するようになった。
応仁の乱の後、寺は高辻烏丸（現・京都市下京区）に移転したが、さらに天正15年（1587年）に豊臣秀吉によって四条京極へ移転させられて、近世を通じて同地にあった。この地は現在の京都市中京区中之町（新京極通り四条上る）である。共に移転してきた鎮守社の天満宮は地名を取って錦天満宮と名を改めた。
寺はその後、1907年（明治40年）、東山にあった法国寺と合併し、法国寺の所在地である東山区遊行前町（五条通東大路上る）に移転した。しかし錦天満宮はそのまま残されて現在に至る。
移転先は東山五条の交差点の近く、大谷本廟などの所在する地区である。法国寺は後陽成天皇の母・新上東門院が、父・勧修寺晴右の追善のために建てた寺で、当初「豊国寺」と称したが、豊臣秀吉の没後、徳川家をはばかって「法国寺」に改称したという。移転はさらに続き、1975年（昭和50年）には駐車場建設のため東山区の旧地を立ち退き、郊外の山科区に移転した。
なお、国宝の絵巻『一遍上人絵伝』（12巻）は、もと歓喜光寺に伝来したものであるが、20世紀末頃に清浄光寺（時宗本山、神奈川県藤沢市）の所有になっている。

## 所在地
- 京都府京都市山科区大宅奥山田10